# بويانا ميلوسيفيتش
بويانا ميلوسيفيتش مواليد 29 نوفمبر 1965 في بلغراد، جمهورية يوغوسلافيا الاشتراكية الاتحادية، هي لاعبة كرة سلة صربية سابقة. مثلت منتخب بلادها. شاركت في دورة الألعاب الأولمبية الصيفية سنة 1988. حققت المركز الأول في الألعاب الجامعية الصيفية 1987. لعبت مع نادي ليبرتاس تروجيلوس لكرة السلة ونادي فوجدوفاك لكرة السلة للسيدات.

## سجل المنافسة
شاركت في المنافسات التالية:
- الألعاب الأولمبية الصيفية 1988
- كأس العالم لكرة السلة للسيدات 1990

## الميداليات
| الميدالية | المسابقة                           |
| --------- | ---------------------------------- |
| فضية      | الألعاب الأولمبية الصيفية 1988     |
| فضية      | كأس العالم لكرة السلة للسيدات 1990 |
| ذهبية     | الألعاب الجامعية الصيفية 1987      |
| برونزية   | الألعاب الجامعية الصيفية 1985      |

## روابط خارجية
- بويانا ميلوسيفيتش على موقع الاتحاد الدولي لكرة السلة (الإنجليزية)
- بويانا ميلوسيفيتش على موقع بروبوليرز (الإنجليزية)
- بويانا ميلوسيفيتش على موقع سبورتس رفرنس (الإنجليزية)
- بويانا ميلوسيفيتش على موقع اللجنة الأولمبية الدولية (الإنجليزية)
- بويانا ميلوسيفيتش على موقع أوليمبيديا (الإنجليزية)